# Evangelii nuntiandi
Evangelii nuntiandi je apostolska pobudnica koju je 8. prosinca 1975. izdao papa Pavao VI. na temu katoličke evangelizacije. Pobudnica potvrđuje ulogu svakog kršćanina, ne samo zaređenih službenika, u širenju Evanđelja Isusa Krista.
Pavao VI. sazvao je sinodu u rujnu 1974. kako bi definirao što katolici podrazumijevaju pod "evangelizacijom". Pobudnica, koja se pojavila krajem 1975., odražava rad te sinode.
U vrijeme sinode, kardinal Karol Wojtyla, krakovski nadbiskup i budući papa Ivan Pavao II., bio je savjetnik Papinskog vijeća za laike. Djelovao je kao glavni izvjestitelj sinode ili zapisničar te je opsežno sudjelovao u izvornom sastavljanju Evangelii nuntiandi.